# Mia på Grötö
Mia på Grötö är ett svenskt TV-program från 2013 med Mia Skäringer. Programmet började sändas 16 januari 2013 på TV4. I varje program gästas Skäringer av tre eller fyra kända personer som tillsammans umgås, äter middag och samtalar med varandra på Grötö i Göteborgs skärgård.
Rollfiguren Tabita (spelad av Skäringer) från humorserien Mia och Klara återkommer regelbundet i videoinslag där hon frispråkigt talar om aktuella gäster och händelser i programmet.
Säsong 2 började sändas 22 januari 2014.

## Gäster

### Säsong 1
Program 1
Anders Bagge, Tilde de Paula Eby och Peter Jöback.
Program 2
Anja Pärson, Gustaf Hammarsten och Mark Levengood.
Program 3
Kattis Ahlström, Tina Nordström och Amanda Ooms.
Program 4
Alex Schulman, Jonas Gardell och Maria Lundqvist.
Program 5
Danny Saucedo, Rikard Wolff och Mia Törnblom.
Program 6
Henrik Dorsin, Felix Herngren och Malin Cederbladh.
Program 7
Camilla Thulin, Johan Rabaeus, Peter Apelgren och Anna Mannheimer.
Program 8
Petra Mede, David Hellenius och Niklas Strömstedt.

### Säsong 2
Program 1
Peter Settman, Erik Hamrén och Lisa Nilsson.
Program 2
Carola Häggkvist, Krister Henriksson, Johan Östling och Björn Starrin.
Program 3
Josef Fares, Michael Nyqvist och Helena Bergström.
Program 4
Lasse Åberg, Renée Nyberg och Per Andersson.
Program 5
Måns Herngren, Lotta Engberg och Börje Ahlstedt.
Program 6
Peter Haber, Marie Göranzon och Peter Magnusson.
Program 7
Robert Aschberg, Frank Andersson och Claes Malmberg.
Program 8
Börje Salming, Petter Askegren och Eva Röse.